# DASH村
DASH村（ダッシュむら）は、日本テレビ系列で放送されている『ザ!鉄腕!DASH!!』の1コーナーの舞台となっている地域（番組内の設定では「村」）の名称である。転じてその番組内コーナー自体を指す通称にもなった。後述の所在地公表後、番組内での呼称は『福島DASH村』に変更されている。

## 概要
「日本地図にDASHの文字を載せる」事を目的に、新たな村落を作るプロジェクトとして2000年6月4日放送分よりスタート。月3万円で借りられる土地を条件に城島茂と山口達也が見つけた2つの候補地（生活に重点を置いた1万3000坪の現・DASH村と、広さに重点を置いた採石場跡のような12万坪の場所）から、同年7月24日放送分にてインターネット視聴者投票で選ばれた。
それ以降、人の生活できる村づくりを目指して、TOKIO5人が地元の人などの協力を得ながら、民家の再生や農作物の栽培、動物の飼育などに励む企画に発展。その後は当初の目的はほぼ触れられず、昔ながらの古き良き山村を忠実に再現する企画となっていた。震災後はここでのノウハウが『DASH島』での開拓や『新宿DASH』に生かされている。また、当番組は当コーナーの開始を機に、スタジオ収録を縮小。翌年（2001年）頃には廃止され、同時に進行を担当していた福澤朗（当時の日本テレビアナウンサー）と研ナオコも降板した。
2003年8月23日-24日に日本テレビ系で放送された『24時間テレビ26・愛は地球を救う』の中でDASH村から数回生中継された。
TOKIOのメンバーは、『速報!歌の大辞テン』での楽曲紹介中の談話にて、「（DASH村が始まってから）マイクを持つより鍬を持つ時間が多くなった」とコメントした。

## 所在地
所在地は、福島県双葉郡浪江町山間部の津島地区。人が押し寄せるような事態やいたずらを避けるため、長らく場所は公表されていなかった。火災事故の際に一部の地元メディアによって住所が報じられ、ネットを通じて住所が知れ渡った後も番組では非公表を貫いていた。
しかし、2011年3月11日の東日本大震災による福島原発事故の影響で当地が計画的避難区域に指定されたことを受け、2011年4月24日の放送で所在地が公表された（→#福島原発事故による影響）。
地図に「DASH村」という名前を残すという観点で言えば、日本の地図の標準である国土地理院発行の地図には現在も掲載されていない。しかし、Google Earthにはその名前が記載されている。

## 村役場職員
村長選は1回目は衆議院選挙の投票日（2000年6月25日）、2回目は参議院選挙の投票日（2004年7月11日）に行われた。なお、1回目の村長選の放送では、当番組でめずらしくやや放送時間を拡大して次の選挙特別番組とのステブレレスになった。
2008年6月に3回目の村長選挙が行われる予定だったが3回目以降は行われておらず、アヒル隊長が「村長」として村のマスコットに、三瓶・城島が「副村長」として実際の陣頭指揮を取っている。
- 村長
  - アヒル隊長（ラバー・ダック、2期目）
- 副村長
  - 城島茂・山口達也（任期：2000年7月 - 2004年7月11日）
  - 三瓶明雄・城島茂（2004年7月11日 - 2014年6月6日）

ちなみにアヒル隊長は2003年にカメラなどと一緒に拉致されたことがある。

## 家畜
八木橋（ヤギハシ）一家
番組内の別企画「雨に濡れずにどこまで行けるか?」で雨予報のために借り出された仔ヤギ「八木橋」が初期からの家畜となった。年頃となり妻を迎えてから大家族を成す。老いが目立ってきた時は、果樹園だった所に牧草地を作るなど老化予防策がとられた。
- 主人 - 八木橋（2007年11月、胃腸衰弱のため没）、妻 - マサヨ（2008年11月、老衰のため没）
- 子
  - 長男 - つかさ（2008年12月没）、次男：つばさ（2003年2月、急性鼓腸症のため没）
    - つかさの嫁 - みのり（2005年4月、肝臓疾患のため没）
      - 孫 - リンダ（2011年3月、東北地方太平洋沖地震の直前に心不全のため没）
      - リンダの婿 - 晴男
        - 曽孫 - チャコ（2012年12月没）曽孫：ふぶき（2011年7月、心不全のため没）
        - チャコの婿 - ザビエル
          - 玄孫 - 夏生

  - 長女：こゆき、三男：こてつ、次女：こうめ、三女：さくら子、四女：もも子（2007年6月、心不全のため没）、四男：うめ吉（2007年9月、寒暖差による心不全のため没）
    - こゆき・こてつは近隣のヤギ牧場へ、こうめ・さくら子は嫁入りのためDASH村を巣立った。

北登（ほくと・柴犬）
2001年2月以降の古参組。2000年9月22日生まれ。命名はハガキ・インターネットでの投票による。仔犬だった当初は人に怯えて震える姿が度々見られた。しばらくすると怯えることはなくなったが、今度は散歩中に散歩相手を振り切って暴走する場面が幾度か放送されていた。成長後は非常に落ち着いている。特に番犬などといった役割の無いマスコット的存在。2012年4月時点で独身で、11歳（柴犬は概ね8歳頃から老犬期に入る）。11年初春放送回の健康診断では、至って健康とのこと。原発事故後は東京都内のスタッフの家に疎開していたほか、2015年のDASH海岸や2016年末の新宿DASHにも登場していた。焼きじゃがが好物である。2016年末の新宿DASHのオンエア後、次第に体力が衰え、2017年2月17日、16歳5か月で永眠したことが2017年3月26日放送分にて公表された。
アイガモ
アイガモ農法による水田の害虫駆除のために村に参加。「アイガモ隊」と呼称されることが多い。初代は2001年6月に孵化した15羽。当初は育成等に苦戦する姿が放映され個体毎の命名もされていた。近年では安定した繁殖が可能となったためか、あまり出番はない。毎年世代交代しているため、2010年時点で10代目（10羽）。シーズン終了後のDASH村のアイガモ達の行方は明らかにしていない。
テンとシロ（ヒツジ）
二匹は姉妹で、共に2009年3月に生まれ。6月、村にやって来る。
- 犬以外の家畜は現在は生存しているか不明である。

## 村人
清隼一郎（せい じゅんいちろう）
初代村人。1977年静岡県生まれ。元々は放送作家見習。DASH村にかかわる前から様々な企画に登場していた。企画開始の2000年から2003年にかけ村人になる。放浪癖があり、それらの紀行文がDASHの公式サイト内に掲載されている他、日本テレビから彼の著作となる「放浪記」を出版している。現在は放送作家業のかたわら、自然と人の共生を考え、執筆業や写真撮影、また農村暮らしアドバイザーとして講演活動などもしている。また、DASH村での出演終了後は日本テレビの『冒険!CHEERS!!』にも出演、その後は構成作家として『エンタの味方!』、『今夜もドル箱S』を担当している。
保原剛史（やすはら ごうし）
2代目村人。兵庫県生まれ。元々は放送作家見習。2003年3月から2006年7月にかけ村人になる。絵が得意。国分からは「ヤッくん」もしくは「ヤスくん」と呼ばれていた。「海外に行きたい」と表明していたが、2014年に出身地の兵庫県たつの市へ戻り農業に従事している。
安部景子（あんべ けいこ）
3代目村人。岐阜県生まれ。元々は番組AD。2006年7月から2010年2月にかけて村人になる。基本的に不器用だが料理は得意で、正式に村人になる前からDASH村のロケにADとして関わっており、炊き出しも担当していた。ケーキが大好物。八木橋、マサヨの二頭の最期を看取った。ディレクターに出世したため、2009年度をもって村を離れた。2016年頃よりNHK『ブラタモリ』の制作スタッフとなっており、何度か現地レポーターとして顔出し出演している（玉川上水の回など)。
山口礼斗（やまぐち れいと）
4代目村人。元々は番組AD。2010年3月から村人になる。震災後はしばらく北登を預かっていたとされ、その後でも北登をドッグランに連れて行くなど健康管理にも当たっていた。現在は新宿DASHのロケにスタッフとして携わっている。

## 主な協力者たち
DASH村を実際に訪れ、村づくりに協力した主要な人物たち。
池田末治（いけだ すえじ、1933年10月2日 - 2002年10月23日）
大工棟梁。村役場リフォームを指導する。
林一（はやし はじめ、1947年3月12日 - ）
左官。数少ない土壁造りの達人として、壁塗りを指導する。
三瓶明雄（さんぺい あきお、1929年11月27日 - 2014年6月6日）
メンバーが村に入った直後、畑を作ろうにも全く工程がわからず、農業の知見を得ようと訪れたJA（農業協同組合）から紹介された農業家。近隣一帯を開墾した人物。畑作・稲作から農業土木などあらゆる知識に通じ、さらにはパワーショベルの運転免許を所持しており、一方で魚捌きを得意とするなど多彩な能力で村を導く。初期の頃のDASH村の大まかな方向性や知識などの情報は、彼によって構築され、伝授されたと行っても良い。
TOKIOにとっては父親以上祖父未満ほどの年齢差はあるものの、まさに「少し歳の離れた、頼りになる兄貴分」である。存命であった頃は最も出演回数が多い協力人であり、出演を始めてからは一貫してレギュラー並みの登場回数を誇り、24時間テレビで彼へ向けて感謝の特集が組まれた事もある程である。本人曰く、九州天草の農耕神に風貌がそっくりらしい。
口癖は「まだまだ」。番組に出演し始めて少ししてから妻を亡くすも、番組では一切そのようなことを想像させなかった（番組サイト内の裏話で初めて明かされた）。「DASH村からワシが伝えたかったこと 三瓶明雄の知恵」（ISBN 978-4-8203-9902-5）の著者。
晩年は東日本大震災発生の影響で浪江町が帰還困難区域に指定されたこともあり浪江町を離れざるを得なくなり、同じ福島県内のアパートに居住していた。しかし、それ以降もTOKIOメンバーとの交流は続いており、番組にも時おり出演し、知識や経験を伝授していた。また、彼の没後にも番組内で時間を多めに割いて特集が組まれた。
三瓶金光（さんぺい きんこう、1931年3月28日 - ）
村の炭焼きに協力。釜づくり、里山の手入れから炭俵の作り方まで一貫して指導する。メンバーが役場修復用に古材を集めた際に提供者としても登場している。
三瓶孝子（さんぺい たかこ、1937年1月31日 - ）
漬物づくりを指導。近隣の即売所でメンバーが試食し、最も気に入ったたくあんを作った人物で、近所でも評判の漬物名人。
島崎英雄（しまざき ひでお、1943年6月20日 - ）
職藝学院で建築を教える棟梁。山口に大工の基礎を教育。日本家屋再建では村を訪れ、実地で指導する。
遠藤ましこ（えんどう ましこ、1922年11月23日 - ）
長瀬に杉皮で作る和紙を教える。
三瓶鉄雄（さんぺい てつお、1964年6月27日 - 東日本大震災以前？）
露天風呂の石垣づくりに協力した石の達人。三瓶明雄の息子。
中山貞之、寺田哲、山下裕
職藝学院の助手。炭小屋造りを指導するため島崎英雄棟梁により村へ派遣される。
片桐朝美
東京農業大学の学生。企画「一万円で家財道具はそろうか」に出演。村の稲作にアイガモ農法を導入する。
マリサ・アネリ・ゴンサレス・オトヤバレラ（1979年5月25日 - ）
東京農業大学の留学生。ペルー出身で、村での綿花作りに協力。その後も村で活動を行う。
エムティ・シャハリア・アクタール（1978年10月6日 - ）
バングラデシュ出身。村でのバナナ栽培にアドバイスするほか、他の農作物育成や食べ物の調理などにも協力する。
長橋明孝（ながはし あきたか、1939年7月18日 - ）
浪江町在住の大堀焼職人。DASH村で陶器を作るための技術を指導する。
これ以外にも協力者は多数いる。

## 村の諸施設
DASH村役場
村立ち上げ時、半ば朽ちた民家をリフォームしたもの。日本家屋が出来てからは役場としている。一度火災で焼失したが、TOKIOメンバーやスタッフらの手で修復された。
畑
長年放棄されていた地を三瓶明雄指導のもと再耕作した。初年度こそ播種時を逸していた事もあって収穫できない作物もあったが、工夫を凝らした成果もあり豊作が続いている。
椎茸栽培所
ほだ木を村内の適切な場に据えただけだったが、順調に生育を迎えた。副産物として、脇にたまたま生えたオニフスベの生育映像を捉えた。
八木橋の小屋、のちに家

炭焼き窯

北登の小屋
露天風呂、のちに鉄砲風呂
作ったその日に城島とアヒル隊長が入浴していた際、水圧に耐えきれず、前面の板が外れて崩壊した。そのため、厚い板を使って作り直し、その後数年間風呂として活用したが、風雨にさらされ水漏れを抑えきれなくなったため、浴室つきの鉄砲風呂に作り変えた。天井の部分が開くようになっている。
炭小屋

溜池

水田

日本家屋と物置
元々は空き家となっていた家屋を一度解体して修復し村に移転させた。炊事をはじめとする様々な作業はここで行われている。
竃（日本家屋内）

水車小屋

果樹園

登窯

火の見櫓

茶畑

## 村で自作したもの
- 農産物
タカネミノリとヒメノモチを掛け合わせた独自の「男米」は村の代表的な作物である。病気に強いふくみらいと掛け合わせた新男米に品種改良した。
- 無農薬農薬
食べられるものだけで作った農薬。アブラムシに対する牛乳噴霧など。「名称を『無農薬液』にしたほうがよかったのでは」という声も。
- 漬物
前述のたくあんや後述のキムチを主に自作。
- 門松
日本において新年を祝う、正月飾りの代表的存在。竹や藁などで自作。
- 木炭
当時製造されたものの一部が、現在も東京都練馬区旭丘の木下薪炭店の店頭に非売品として展示されている。
- 大堀相馬焼
- 和紙
杉皮から作る和紙の他に、山口と清隼一郎が視聴者からメールで指導を受け、白菜からの和紙づくりにも挑戦した。日本家屋の障子用には、でかかぼちゃ和紙や古紙再生和紙も作られた。
- キムチ
村栽培の白菜を城島が本場・韓国京畿（キョンギ）道コモリ村の名人パク・スンイムから直々に教わり、漬ける。
- 俵
- 豆腐
- うどん
- 湯葉
- 手打ちそば（十割り）
- 凍み餅
- 納豆
- 砂糖（甜菜糖）
- 春雨（緑豆）
- 天然氷
- 落花生
- 五右衛門風呂
くず鉄から風呂釜を鋳造し、風呂桶も彼ら自身で組み立てた。
- 墨
村のかまど他から集めたススを使う。
- 豆板醤
- 醤油
- 梅干し
- 福神漬け
- 湯たんぽ
　陶器製、村の窯で焼いて作った。
- 巣箱
村に隣接する森に設置した。
- ラー油
- 煎茶

## 火災
村役場の火災
2003年1月19日午前11時50分頃、滞在していた調理担当スタッフが火を着けたまま台所から離れた隙に鍋の天ぷら油からの引火により約90平方メートルのDASH村役場が1時間ほどで全焼。建物はある程度原形が残っていたため完全復旧している。
炭焼き小屋の火災
2006年1月19日午前8時30分頃、以前と同様に滞在していたスタッフが火入れをした窯で炭焼きの作業をしていたところ、確認を怠り、壊れていた窯の一部から火が漏れてしまい、風にあおられ燃え移った炭焼き小屋の屋根約12平方メートルが焼けた。偶然にも3年前の火災と同じ日であり、時間帯も午前中だった。

## 福島原発事故による影響
2011年3月11日の東日本大震災で、ロケ中だったDASH村でも大きな揺れがあった。地震発生から4日後の3月15日付で公式サイトにて「建物や施設に重大な損壊はなく、出演者ならびに全スタッフの安否はすべて無事が確認されています。また、動物たちも無事です」との告知がなされた。
しかしDASH村は、大津波によって事故を起こした福島第一原子力発電所から20 - 30キロメートル圏内にあり、退避指示に従って出演者やスタッフが村から引き揚げた。さらに、同年4月11日に浪江町津島地区が放射線の累積線量が年間20ミリシーベルト以上に達する恐れのある「計画的避難区域」へと指定された。そして、2013年4月1日に浪江町津島地区は放射線の累積線量が年間50ミリシーベルト以上である帰還困難区域（原則立ち入り禁止）に指定された。
原発事故後、DASH村関連のコーナーは放送されず、過去の企画の再放送もしくは他の企画などで埋めていたが、4月17日放送分は「農業研修」という名目の下、DASH村以外の地域で関連企画を放送した。その後、原発事故の計画的避難区域に含まれることを受け、4月24日放送分でこれまで非公開としていたDASH村の所在地が福島県浪江町であることを、放送中で初めて公表した。この放送回以降、番組で過去のVTRを放送する際は『福島DASH村』という呼称が使われている。
DASH村のヤギとヒツジは、群馬県渋川市の伊香保グリーン牧場に避難、2013年7月ヤギの晴男とザビエルの2頭が、福島県郡山市の郡山石筵ふれあい牧場へ移転した。
しかし、DASH村の企画が消滅したわけではなく、2011年8月に山口達也が浪江町役場の許可の下でJAXAの研究者とDASH村に入ったことが公表された。DASH村に入った理由は、JAXAの依頼でヒマワリがセシウム137を吸収するという説の実証実験の為で、7月16日と8月22日の2度に亘ってDASH村に入ったことが明かされている。この模様は、震災と原発事故から丁度半年後に当たる2011年9月11日に放送された。
東日本大震災から1年となる2012年3月11日には、『DASH村3・11特別編』と題し、2時間に亘る生放送特番を放送した。当日は福島県内からの生中継のほか、1年が経過したDASH村の現況、除染実験の経過報告、山口によるウクライナとベラルーシ（1986年のチェルノブイリ原発事故の影響を受けた地域）のリポート企画等を放送した。
前述の通り村では震災当日も城島・山口らがロケを行っており、甕や雨樋などの製作を行っていたが、当日の映像は長らくお蔵入り状態となっていた。それから6年9か月が経った2017年12月24日放送分の「新宿DASH」において、TOKIOが再び水のろ過装置作りに取り掛かったのにあわせ、「福島DASH村最後のロケ」と題し震災発生当時の村の様子などが紹介された。また放送中には、2015年12月にスタッフがDASH村で撮影した写真も映されている。
震災後はコンセプトを一部変更した上で「福島DASH村で培った技術で農業を応援する」というコンセプトの元、メンバーが全国の農家に出向き、テーマとなる1つの作物の収穫手伝いや、生産地ならではの食べ方を学ぶ『出張DASH村』として派生しているほか、新潟県南魚沼市→福島市（2020年のみ東京都世田谷区内）の水田で、DASH村の仲間とオリジナル品種の米『新男米』と『ふくおとこ』を作る企画が年間を通して行われている。また、TOKIOとしても長年にわたるこの企画の縁で、震災で深刻な被害を被った福島県への恩返しを込めて、同県の農産物PRCMに2011年からノーギャラで出演。2018年には山口の不祥事・脱退があったが、県や県民からの声で現在もCM出演を続けている。また、TOKIOは2020年東京オリンピックの福島県聖火ランナーに選ばれた（のちに辞退したため実現しなかった）ほか、首相官邸で行われた『農福連携等推進会議』に城島が有識者として参加した。
なお、DASH村の土地自体は元浪江町議会議員である三瓶宝次の所有物であり、2021年現在も彼が管理している。三瓶自身への出演オファーもあったが、当時は町議であり、村の所在地などが判明してしまう恐れがあったことから、震災以前は妻の三瓶孝子のみが出演していた。
震災から10年が経った2021年春、隣の葛尾村で新たにコメづくりを始動させる事が同年3月28日の放送で発表された。これ以降は「新男米」と「ふくおとこ」を葛尾村の水田で作っている。また、同年3月2日には城島が、さらに8月22日の『24時間テレビ44』と29日のレギュラー放送では、後輩の岸優太（当時King & Prince）・森本慎太郎（SixTONES）と共に、許可を得てDASH村を訪れたVTRも紹介された。特に8月の放送では震災前の番組では一切公開されなかったDASH村への入口が初めて紹介されている。これについて地元のネット局である福島中央テレビがTwitterにて「#TOKIOに福島からありがとう」というハッシュタグを付けて感謝の意を表すツイートを投稿している。

## 関連著作
- 『三瓶明雄の知恵 DASH村からワシが伝えたかったこと』 三瓶明雄・太田空真 日本テレビ ISBN 978-4-8203-9902-5